# Dietmar Gnedt
Dietmar Gnedt (* 13. Juni 1957) ist ein österreichischer Sozialpädagoge, Bibliothekar und Schriftsteller.

## Wirken
Dietmar Gnedt ist Gründer der Literaturgruppen „black ink“ und „Linienspiegel“ sowie Mitglied der IG Autorinnen Autoren und des PEN-Clubs.
Beim „Wiener Werkstattpreis“ belegte er im Jahr 2000 einen Dritten Platz der Publikumswertung. 2011 veröffentlichte er beim „Literaturpreis Forum Land“. 2014 wurde er mit dem italienischen „Mario-Rigoni-Stern-Preis“ ausgezeichnet. Er schrieb außerdem Theaterstücke, zum Beispiel: Wölfe und Minetti. Ein Roman wurden ins Italienische übersetzt. Im Roman Durchreisende findet sich ein ausführliches Nachwort von Cornelius Obonya. Wolfgang Petritsch schrieb ein Nachwort zum Roman Das Geheimnis der Lucia Bertoli.
In Zusammenarbeit mit Milo Dor entstand das Projekt „aqua mediterran“. Mehrere Aufführungen, eine davon im Orpheum Wien. Bühnenprojekte und Lesungen in Österreich, Deutschland, Serbien und Italien. 2014 arbeitete er mit dem Komponisten Gandalf im Rahmen des Projekts Der Nachlass Domenico Minettis zusammen. Gemeinsam mit Cornelius Obonya stand er mit dem Roman Durchreisende auf der Bühne. Im Juni 2024 kuratierte er den Projekttag Faschismus und demokratischer Widerstand in der Arena Wien und präsentierte sein Bühnenprojekt zum Roman Das Geheimnis der Lucia Bertoli. Außerdem schrieb er Texte für Sendungen im ORF, ERF und Radio Africa.

## Publikationen
- Echnaton oder die gefesselte Sehnsucht. Francke, Marburg 1995, ISBN 3-86122-215-9.
- Der Bouzoukispieler oder im Schatten des Ölbaums. Francke, Marburg 1996, ISBN 3-86122-280-9.
- Splitter im Auge. Edition Innsalz, Aspach 2004, ISBN 3-901535-94-2.
- Zurück zum Fluss. Brendow, Moers 2007, ISBN 3-86506-169-9.
- Mammons Fall. Kehrwasserverlag, Linz 2011, ISBN 978-3-902786-08-1.
- Der Nachlass Domenico Minettis, Verlag Anton Pustet 2014, ISBN 978-3-7025-0745-9.
- Il lascito di Domenico Minetti, Verlag Ecra Rom 2015
- Balkanfieber, Verlag Anton Pustet 2018, ISBN 978-3-7025-0888-3.
- Durchreisende, Karina Verlag 2021, ISBN 978-3-98551-353-6.
- Das Geheimnis der Lucia Bertoli, Verlag der Kramer Gesellschaft, ISBN 978-3-903522-16-9.